# Charlie Munger
Charles Thomas Munger (Omaha, 1 de janeiro de 1924 – Santa Barbara, 28 de novembro de 2023) foi um investidor bilionário, empresário e advogado imobiliário norte-americano. Foi vice-presidente da Berkshire Hathaway, conglomerado controlado por Warren Buffett; Buffett descreveu Munger como seu parceiro mais próximo e braço direito. Munger atuou como presidente da Wesco Financial Corporation de 1984 a 2011. Ele também foi presidente da Daily Journal Corporation, com sede em Los Angeles, Califórnia, e diretor da Costco Wholesale Corporation.

## Infância e educação
Munger nasceu em Omaha, Nebraska. Quando adolescente, ele trabalhou na Buffett & Son, uma mercearia de propriedade do avô de Warren Buffett. Seu pai, Alfred Case Munger, era advogado. Seu avô era Thomas Charles Munger, um juiz do tribunal distrital dos EUA e representante do estado.
Ele se matriculou na Universidade de Michigan, onde estudou matemática. Durante seu tempo na faculdade, ele se juntou à fraternidade Sigma Phi Society. No início de 1943, poucos dias após seu aniversário de 19 anos, ele abandonou a faculdade para servir no Corpo Aéreo do Exército dos EUA, onde se tornou segundo-tenente. Depois de receber uma pontuação alta no Teste de Classificação Geral do Exército, ele foi ordenado a estudar meteorologia na Caltech em Pasadena, Califórnia, a cidade que ele tornaria seu lar.
Através do GI, Bill Munger fez vários cursos avançados em várias universidades. Quando ele se inscreveu na alma mater de seu pai, a Harvard Law School, o reitor de admissões o rejeitou porque Munger não havia concluído o curso de graduação. No entanto, o reitor cedeu após uma ligação de Roscoe Pound, o ex-reitor da Harvard Law e amigo da família Munger. Munger se destacou na faculdade de direito, graduando-se magna cum laude com um Juris Doctor em 1948. Em Harvard, foi membro do Harvard Legal Aid Bureau.

## Carreira de investimento
Ele se mudou com sua família para a Califórnia, onde ingressou no escritório de advocacia Wright & Garrett (mais tarde Musick, Peeler & Garrett). Em 1962, fundou e trabalhou como advogado imobiliário na Munger, Tolles & Olson LLP.  Ele então desistiu da advocacia para se concentrar na gestão de investimentos e mais tarde se associou com Otis Booth no desenvolvimento imobiliário. Ele então se associou a Jack Wheeler para formar a Wheeler, Munger, and Company, uma empresa de investimentos com sede na Pacific Coast Stock Exchange. Ele acabou com a Wheeler, Munger e Co. em 1976, após perdas de 32% em 1973 e 31% em 1974. 
Embora Munger seja mais conhecido por sua associação com Buffett, ele administrou uma parceria de investimentos de 1962 a 1975. De acordo com o ensaio de Buffett "The Superinvestors of Graham-and-Doddsville", publicado em 1984, a parceria de investimento de Munger gerou retornos anuais compostos de 19,8% durante o período de 1962-75 em comparação com uma taxa de valorização anual de 5,0% para o Dow Jones.
Munger foi anteriormente o presidente da Wesco Financial Corporation, agora uma subsidiária integral da Berkshire Hathaway. A Wesco Financial também detinha uma carteira de ações concentrada de mais de US$ 1,5 bilhão em empresas como Coca-Cola, Wells Fargo, Procter & Gamble, Kraft Foods, U.S. Bancorp e Goldman Sachs. Munger acredita que manter um número concentrado de ações que ele conhece extremamente bem produzirá, no longo prazo, retornos superiores.

## Filosofia de investimento
Em vários discursos, e no livro Poor Charlie's Almanack: The Wit and Wisdom of Charles T. Munger, "sabedoria mundana" consiste em um conjunto de modelos mentais enquadrados como uma treliça para ajudar a resolver problemas críticos de negócios.
Munger afirmou que altos padrões éticos são parte integrante de sua filosofia; na reunião anual da Wesco Financial Corporation de 2009, ele disse: "Bons negócios são negócios éticos. Um modelo de negócios que depende do engano está fadado ao fracasso". Durante uma entrevista e sessão de perguntas e respostas na Harvard-Westlake School em 19 de janeiro de 2010, Munger se referiu ao filósofo americano Charles Frankel em sua discussão sobre a crise financeira de 2007-08 e a filosofia da responsabilidade. 

### Crítica de criptomoedas e do Robinhood
Munger foi crítico das criptomoedas, referindo-se ao Bitcoin em particular como "veneno nocivo". Munger também comparou o Robinhood aos jogos de azar, dizendo que seu sucesso se deve a "pessoas que sabem tirar vantagem essencialmente dos instintos de jogo, não apenas do público americano, mas do público mundial" e explicou ainda por que ele acha que investimentos individuais sem comissão equivalem a jogos de azar. "Se você atender a essas fichas de jogo, quando as pessoas tiverem dinheiro no bolso pela primeira vez, e você lhes disser que podem fazer 30 ou 40 ou 50 negócios por dia, e você não está cobrando nenhuma comissão, mas você está vendendo seu fluxo de pedidos ou qualquer outra coisa, espero que não tenhamos mais disso". Ele também disse que o uso de criptomoedas deveria ser banido e que estava "abaixo do desprezo"; que o bitcoin era "estúpido", "imoral" e "nojento" e que "É como se outra pessoa estivesse negociando merda e você decidisse 'não posso ficar de fora"; Esse tipo de comentário inspirou a reação dos apoiadores de criptomoedas.

## Riqueza e filantropia
Em janeiro de 2021, Munger tinha um patrimônio líquido estimado em US$1,9 bilhão, de acordo com a Forbes. 

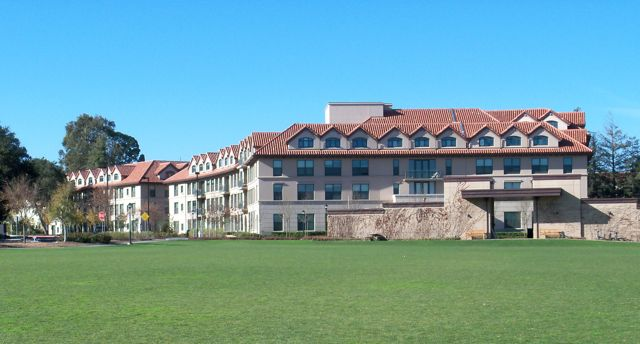
Residência de Pós-Graduação Munger na Universidade de Stanford

Munger é um grande benfeitor da Universidade de Michigan. Em 2007, Munger fez uma doação de US$3 milhões para a Faculdade de Direito da Universidade de Michigan para melhorias na iluminação do Hutchins Hall e do William W. Cook Legal Research Building, incluindo a famosa Sala de Leitura. Em 2011, Munger fez outra doação para a Faculdade de Direito, contribuindo com US$20 milhões para reformas no complexo habitacional do Lawyers Club, que cobrirá a maior parte do custo de US$39 milhões. A parte renovada do Lawyers Club será renomeada para Charles T. Munger Residences no Lawyers Club em sua homenagem.

## Morte
Munger morreu em 28 de novembro de 2023, aos 99 anos, na Califórnia.